# Phyllomedusa distincta
Phyllomedusa distincta é uma espécie de anfíbio da família Phyllomedusidae. Ela é uma perereca endêmica do Brasil. Os seus habitats naturais são: regiões subtropicais ou tropicais húmidas de baixa altitude e pântanos de água doce. Essa espécie de rã arborícola está ameaçada por perda de habitat.
Secreções da pele de anfíbios são conhecidos como uma rica fonte de moléculas biologicamente ativas. As secreções da pele de Phyllomedusa distincta demonstrou potenciais aplicações terapêuticas, especialmente como um agente anti-T. cruzi  para prevenir infecções durante a transfusão de sangue. Esse peptídeo antimicrobiano encontrado também na secreção da pele de Phyllomedusa oreades", que é uma espécie recém-descrita anfíbios endêmicos da savana brasileira.